# 薩氏鏢鱸
薩氏鏢鱸為輻鰭魚綱鱸形目鱸亞目河鱸科的其中一種，分布於美國南卡羅來納州的淡水流域，體長可達4.3公分，棲息在沙泥石底質的水塘或小溪。